# (2175) Andrea Doria
(2175) Andrea Doria ist ein Asteroid des Hauptgürtels, der am 12. Oktober 1977 vom Schweizer Astronomen Paul Wild, vom Observatorium Zimmerwald der Universität Bern aus, entdeckt wurde.
Benannt ist der Asteroid nach dem genuesischen Admiral und Fürsten Andrea Doria. 